# گوناواتا
گوناواتا (به لاتین: Gonawatta) یک منطقهٔ مسکونی در سری‌لانکا است که در استان مرکزی (سری‌لانکا) واقع شده‌است.